# 霍華德縣 (愛阿華州)
霍華德縣（英語：Howard County）是美國愛阿華州東北部的一個縣，北鄰明尼蘇達州。面積1,227平方公里。根據美國2000年人口普查，共有人口9,932人。縣治克雷斯科（Cresco）。
縣政府成立於1855年。縣名紀念代表印地安納州的眾議員蒂爾曼·A·霍華德（Tilghman Ashurst Howard）。